# Шешори-2007 (фестиваль)

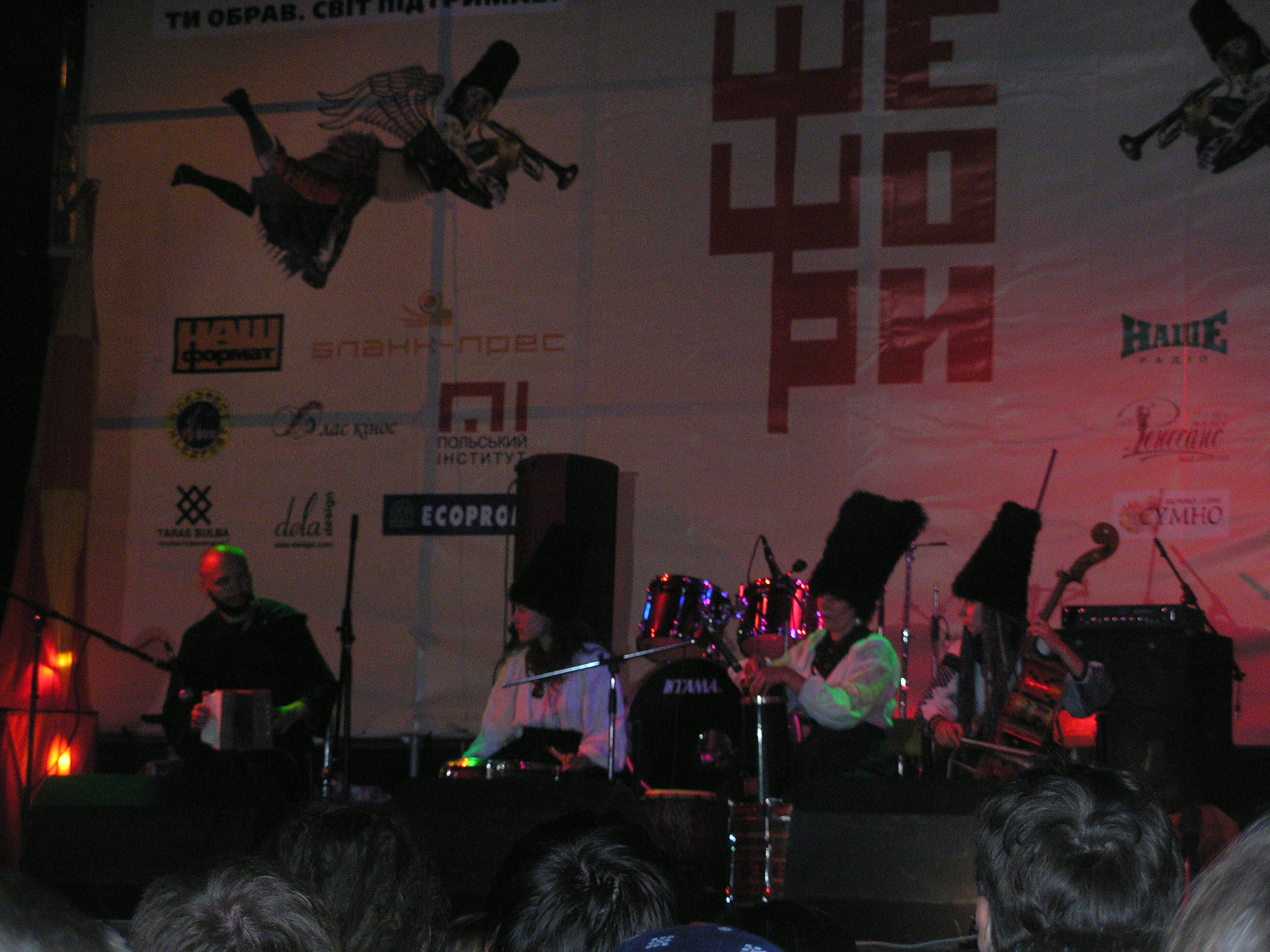
Виступ гурту ДахаБраха на фестивалі

Фестиваль «Шешори-2007 — Подільські» — п'ятий щорічний міжнародний фестиваль етнічної музики та лендарту «Шешори». У 2007 році фестиваль уперше відбувся не в карпатському селі Шешори, а на Поділлі, в селі Воробіївка Немирівського району, Вінницької області. Фестиваль тривав три дні: 12-14 липня.

## Учасники фестивалю
Гурти — учасники фестивалю у 2007 році:
- Čankišou  [Архівовано 11 липня 2007 у Wayback Machine.] (Чехія)
- Hedningarna  [Архівовано 26 січня 2010 у Wayback Machine.] (Швеція)
- Merlin Shepherd Kapelye  (Британія-Україна-Росія)
- Transkapela  [Архівовано 25 червня 2007 у Wayback Machine.] (Польща)
- Run  (Київ, Україна)

- Ансамбль с. Борків (Поділля, Україна)
- Ансамбль с. Переброди (Полісся, Україна)
- Бурдон (Львів, Україна)
- Буття (Київ, Україна)
- Ва-Та-Га  [Архівовано 4 липня 2007 у Wayback Machine.] (Карелія, Росія)
- ДахаБраха  [Архівовано 30 червня 2007 у Wayback Machine.] (Київ, Україна)
- Древо (Київ, Україна)
- Край (Росія)
- Очеретяний кіт (Вінниця, Україна)
- Пакава Ить  [Архівовано 29 червня 2007 у Wayback Machine.] (Росія)
- Перкалаба  [Архівовано 3 липня 2007 у Wayback Machine.] (Івано-Франківськ, Україна)
- Тайко Драммерс (Київ, Україна)
- Топ’Оркестра (Україна-Молдова)
- Троіца  [Архівовано 11 липня 2007 у Wayback Machine.] (Білорусь)